# Thomas Leverett
Thomas Leverett (* 10. Juli 1765 in Boston; † 8. April 1833 in Windsor, Vermont) war ein US-amerikanischer Politiker und von 1806 bis 1813 Vermont Secretary of State.

## Leben
Thomas Leverett wurde als Sohn von John Leverett und Mary Greenleaf in Boston geboren. Er war ein Nachfahre von John Leverett, einem Kolonialgouverneur der Massachusetts Bay Colony.
Leverett zog nach Windsor, Vermont. Dort übte er seit 1802 das Amt des Postmeisters aus. Zudem war er Superintendent of the State Prison.
Als Mitglied der Demokratisch-Republikanischen Partei war Leverett von 1806 bis 1813 Secretary of State von Vermont.
Thomas Leverett heiratete Susannah Johnson. Sie hatten sieben Kinder. Er starb am 8. April 1833 in Windsor.